# Careproctus hyaleius
Careproctus hyaleius is een straalvinnige vissensoort uit de familie van snotolven (Cyclopteridae). De wetenschappelijke naam van de soort is voor het eerst geldig gepubliceerd in 1994 door Geistdoerfer.